# Telefonfis
Betegnelsen telefonfis bruges om det at lave et telefonopkald og give sig ud for en anden end den, man er. 
Det kan også dreje sig om vittighedsagtige tiltag som at ringe til slagteren og spørge om han har grisetær. Hvis han svarer ja, kan han få at vide, at det da må se sjovt ud. En mere ondsindet variant er at ringe op om natten, og så sige: "Hej! Kan du heller ikke sove?"
En tredjevariant er at ringe op og spørge efter personer med mærkværdige navne, eksempelvis Hugh Jazz, Anita Bath, Ben Dover, eller at lokke en intetanende person til at ringe op til et telefonnummer og spørge efter sådanne personer. 
P3 har lavet sketches i udsendelsen Banjos Likørstue om telefonfis, ligesom Uffe Stenstrop i Stenstrop og Partners underholdt med alsidig telefonfis på samme radiokanal en sommer igennem i slutningen af 1990-erne.
Det er dog blevet sværere at lave telefonfis uden at blive afsløret efter at digitalcentralerne gjorde nummervisning muligt.
| Spil | Spire Denne artikel om spil eller lege er en spire som bør udbygges. Du er velkommen til at hjælpe Wikipedia ved at udvide den. |